# Romanisation du persan
Afin de permettre la lecture des textes et des noms originaires d'Iran (Perse), le plus souvent rédigés dans l'alphabet persan, différentes méthodes de transcription ou de translittération de la langue persane ont été conçues, qui visent à reproduire ces mots en utilisant les lettres de l'alphabet latin, généralement complété par plusieurs diacritiques.
L'alphabet persan s'écrit de droite à gauche. Il n'y a pas de différence entre les lettres majuscules et les lettres minuscules. La plupart des lettres sont attachées les unes aux autres, même quand elles sont imprimées, et leur apparence change en fonction de la façon dont elles se connectent aux lettres suivantes ou précédentes.
L'alphabet persan est un alphabet consonantique ; les voyelles courtes ne sont pas écrites, alors que les longues le sont (ʾalef, vâv et ye). Le lecteur doit donc connaître la langue pour restaurer les voyelles.

## Translittération des consonnes
| Seule | Initiale | Médiane | Finale | Nom           | Translittération | Valeur phonétique | Transcription anglaise usuelle | Transcription française usuelle, | Valeur phonétique (API) |
| ----- | -------- | ------- | ------ | ------------- | ---------------- | ----------------- | ------------------------------ | -------------------------------- | ----------------------- |
| ﺍ     | —        | —       | ﺎ      | ʾalef         | ʾ                | '                 | –                              | –                                | [ʔ]~∅                   |
| ﺏ     | ﺑ        | ﺒ       | ﺐ      | be            | b                | –                 | –                              | –                                | [b]                     |
| پ     | پ‍        | ﭙ       | ﭗ      | pe            | p                | –                 | –                              | –                                | [p]                     |
| ﺕ     | ﺗ        | ﺘ       | ﺖ      | te            | t                | –                 | –                              | –                                | [t]                     |
| ﺙ     | ﺛ        | ﺜ       | ﺚ      | s̲e            | s̲                | s                 | –                              | –                                | [s]                     |
| ﺝ     | ﺟ        | ﺠ       | ﺞ      | jim           | j                | –                 | –                              | dj                               | [dʒ]                    |
| چ     | ﭼ        | ﭽ       | ﭻ      | če            | č                | –                 | ch                             | tch                              | [tʃ]                    |
| ﺡ     | ﺣ        | ﺤ       | ﺢ      | ḥe-ye jimi    | ḥ                | h                 | –                              | –                                | [h]                     |
| ﺥ     | ﺧ        | ﺨ       | ﺦ      | xe            | x                | –                 | kh                             | –                                | [x]                     |
| ﺩ     | —        | —       | ﺪ      | dâl           | d                | –                 | –                              | –                                | [d]                     |
| ﺫ     | —        | —       | ﺬ      | ẕâl           | ẕ                | z                 | –                              | –                                | [z]                     |
| ﺭ     | —        | —       | ﺮ      | re            | r                | –                 | –                              | –                                | [r]                     |
| ﺯ     | —        | —       | ﺰ      | ze            | z                | –                 | –                              | –                                | [z]                     |
| ژ     | —        | —       | ﮋ      | že            | ž                | –                 | zh                             | j                                | [ʒ]                     |
| ﺱ     | ﺳ        | ﺴ       | ﺲ      | sin           | s                | –                 | –                              | –                                | [s]                     |
| ﺵ     | ﺷ        | ﺸ       | ﺶ      | šin           | š                | –                 | sh                             | ch/sh                            | [ʃ]                     |
| ﺹ     | ﺻ        | ﺼ       | ﺺ      | ṣâd           | ṣ                | s                 | –                              | –                                | [s]                     |
| ﺽ     | ﺿ        | ﻀ       | ﺾ      | żâd           | ż                | z                 | –                              | –                                | [z]                     |
| ﻁ     | ﻃ        | ﻄ       | ﻂ      | ṭâ            | ṭ                | t                 | –                              | –                                | [t]                     |
| ﻅ     | ﻇ        | ﻈ       | ﻆ      | ẓâ            | ẓ                | z                 | –                              | –                                | [z]                     |
| ﻉ     | ﻋ        | ﻌ       | ﻊ      | ʿeyn          | ʿ                | '                 | –                              | –                                | [ʔ]~∅                   |
| ﻍ     | ﻏ        | ﻐ       | ﻎ      | ğeyn          | ğ                | –                 | gh                             | –                                | [ɣ]                     |
| ﻑ     | ﻓ        | ﻔ       | ﻒ      | fe            | f                | –                 | –                              | –                                | [f]                     |
| ﻕ     | ﻗ        | ﻘ       | ﻖ      | qâf           | q                | –                 | –                              | –                                | [ɢ]                     |
| ک     | ﮐ        | ﻜ       | ﮏ      | kâf           | k                | –                 | –                              | –                                | [k]                     |
| گ     | ﮔ        | ﮕ       | ـگ     | gâf           | g                | –                 | –                              | –                                | [g]                     |
| ﻝ     | ﻟ        | ﻠ       | ﻞ      | lâm           | l                | –                 | –                              | –                                | [l]                     |
| ﻡ     | ﻣ        | ﻤ       | ﻢ      | mim           | m                | –                 | –                              | –                                | [m]                     |
| ﻥ     | ﻧ        | ﻨ       | ﻦ      | nun           | n                | –                 | –                              | –                                | [n]                     |
| و     | —        | —       | ﻮ      | vâv           | v, w             | –                 | –                              | –                                | [v, w]                  |
| ﻩ     | ﻫ        | ﻬ       | ﻪ      | he-ye do-češm | h                | –                 | –                              | –                                | [h]                     |
| ﻯ     | ﻳ        | ﻴ       | ﯽ      | ye            | y                | –                 | –                              | –                                | [j]                     |

## Translittération des voyelles
| Phonème (en API) | Lettre   | Translittération | Transcription anglaise usuelle | Transcription française usuelle | Exemple(s)                                          |
| ---------------- | -------- | ---------------- | ------------------------------ | ------------------------------- | --------------------------------------------------- |
| /æ/              | َ , ا     | a                | –                              | –                               | /næ/ نه non                                         |
| /ɒː/             | آ , ا    | â                | a                              | –                               | /tɒː/ تا jusqu'à                                    |
| /e/              | ِ , ا     | e                | –                              | é/e                             | /esfæˈhɒːn/ اصفهان Ispahan /tehˈrɒːn/ تهران Téhéran |
| /e/              | ه final  | e                | eh                             | é/eh                            | /ke/ که que                                         |
| /iː/             | ی        | i                | –                              | –                               | /kiː/ کی qui                                        |
| /o/              | ا , ُ , و | o                | –                              | –                               | /to/ تو toi                                         |
| /uː/             | و        | u                | –                              | ou                              | /tuː/ تو dans                                       |
| /ej/             | ی        | ey               | ei                             | –                               | /kej/ کی quand                                      |
| /ow/             | و        | ow               | –                              | o/ow                            | /now/ نو nouveau                                    |

## Règles d'écriture et conventions
Ces règles et conventions d'écriture sont adaptées des règles du script UniPers.
Règle 1 : La lettre d'annexion (ou connexion) e (ezâfe) qui relie deux termes, comme par exemple dans nâme man (mon nom), peut être attachée au nom qu'elle suit ou être reliée à lui par un tiret "-". Exemple :
```
nâm-e man
nâme man
```

La même règle s'applique dans le cas où la dernière lettre du premier nom est une voyelle, comme dans nâmeye man (ma lettre). Exemple :
```
nâme-ye man
nâmeye man
```

Règle 2 : La même règle s'applique au o enclitique (et). Voici par exemple le cas de šabo ruz (jour et nuit) :
```
šab-o ruz
šabo ruz
```

Cependant, quand le mot se termine par une voyelle, la lettre v (vâv) est ajoutée au "o" pour servir de connecteur, comme dans nâmevo kâqaz (lettre et papier). Exemple :
```
nâme-vo kâqaz
nâmevo kâqaz
```

Règle 3 : Les préfixes et les suffixes suivent la même règle. On les relie aux mots auxquels ils se rattachent, comme dans les exemples suivants :
```
be
xor

nemi
daham
farhang
hâ
 (ou farhang-hâ)
```

Dans les cas où le préfixe et/ou le suffixe se termine ou commence par une voyelle, on utilise la lettre euphonique y. Quelques exemples :
```
biyâvar
miyâmad
Orupâyi
```

Règle 4 : Écriture des verbes : dans le cas des verbes composés, on sépare les deux parties formant le verbe; dans le cas des temps composés, la convention est la même. Voici quelques exemples :
```
kâr kardan
dur šodan
xâham xord
xorde ast
```

Règle 5 : Bien que dans les verbes composés les mots soient écrits séparément, le substantif qui dérive d'un verbe composé est écrit en un seul mot. Voici des exemples de verbes et leur substantif.
| Verbe           | Nom         |
| --------------- | ----------- |
| gerdeham âmadan | gerdehamâyi |
| sepâs gozârdan  | sepâsgozâri |

Règle 6 : En général, les noms créés comme une combinaison de deux noms ou plus devraient être écrits comme un seul mot. Exemples :
```
šotor morq → šotormorq
gâv-miš → gâvmiš
```

Règle 7 : Occurrence de la lettre w. Un w devrait toujours être placé après la lettre o comme dans now (nouveau). Quand le vāv est suivi d'une voyelle, il doit être transcrit par la lettre v. Exemples :
```
nowin
 → novin

xosrowo širin
 → xosrovo širin

xosrowân
 → xosrovân
```

Règle 8 : Le cas de ast (« est », troisième personne du verbe « être »)  quand ast suit un mot se terminant par une voyelle, il peut perdre son a et être attaché au mot qui précède. Exemples :
```
ki-st ? → kist? (= ki ast?)
kojâ-st? → kojâst? (= kojâ ast?)
```

Règle 9 : Le symbole de la lettre hamza ou de la lettre 'ayn ( ' ) se trouve seulement dans la transcription de mots empruntés. On utilisera indifféremment ci-après le mot apostrophe pour désigner ces lettres. 
- L'apostrophe n'est jamais transcrite en début de mot. . Exemples :

```
'ali
 → ali

'ebâdat
 → ebâdat
```

- On retranscrit l'apostrophe uniquement à l'intérieur d'un mot ou à la fin. Quand l'apostrophe est au milieu du mot, elle se trouve seulement entre une consonne et une voyelle. Exemples :

```
masul → mas'ul
sa'âdat → saâdat
```

- Dans le cas où l'apostrophe est placée après une voyelle, elle transforme cette voyelle courte en voyelle longue. On écrit par exemple ba'di (le suivant - prononcé bâdi), pour distinguer ce mot de badi (méchanceté). Dans le cas où l'apostrophe est placée après une consonne à l'intérieur d'un mot, elle fonctionne comme une pause, comme dans mas'ul (responsable), que l'on doit prononcer mas ul, comme si l'on disait « le amour ».

- Il est recommandé, pour la simplicité, de supprimer l'apostrophe quand elle se trouve à la fin d'un mot se terminant par une voyelle. Par exemple :

```
foqarâ (et non foqarâ')
```